# NGC 6642
NGC 6642 (również GCL 97 lub ESO 522-SC32) – gromada kulista znajdująca się w gwiazdozbiorze Strzelca. Została odkryta 7 sierpnia 1784 roku przez Williama Herschela. Jest oddalona o 8,1 kiloparseka od Słońca i 1,7 kiloparseka od centrum Drogi Mlecznej.